# Fudi de l'illa de Maurici
El fudi de l'illa de Maurici (Foudia rubra) és una espècie d'ocell pertanyent a la família dels plocèids (Ploceidae).

## Morfologia
- Fa 14 cm de llargària total.
- Presenta dimorfisme sexual: el mascle, durant el període reproductor, té el cap, el coll i el pit de color vermell brillant, mentre que l'esquena, les ales i la cua són marró oliva fosc tacades de cafè pàl·lid. Les ales presenten dues franges blanques. Durant la resta de l'any, el mascle perd el seu color vermell viu i s'assembla a la femella, la qual és de color marró rovellat.
- El bec del mascle és lleugerament ganxut i negre.[3][4]

## Reproducció
És monògam i manté, generalment, territoris de més d'1 hectàrea exclusivament amb un sol company, tot i que n'hi ha observacions de mascles amb més d'una femella. La reproducció té lloc des de principis de l'abril fins a les acaballes del juny, i tots dos sexes construeixen el niu. La posta consta de 2-4 ous, els quals es desclouran al cap de dues setmanes després de ser covats per la femella. El mascle ajudarà a alimentar els pollets fins a l'emplomissada i el posterior abandonament del niu. Al final de la temporada de reproducció, els adults realitzen una muda completa.

## Alimentació
Menja principalment invertebrats i, secundàriament, nèctar, fruits, llavors i ous d'aus i dragons.

## Hàbitat
Viu a tota mena de boscos, fins i tot en aquells envaïts per espècies vegetals introduïdes. A l'illa de Maurici, les majors densitats d'aquesta espècie es troben en petites plantacions d'arbres exòtics envoltats de boscos nadius degradats. En canvi, a l'Île aux Aigrettes habita els boscos de banús de les terres baixes i els matollars costaners.

## Distribució geogràfica
Es troba al sud-oest de l'illa de Maurici i a l'Île aux Aigrettes.

## Costums
- Les parelles d'aquesta espècie defensen el mateix territori durant tot l'any i no realitzen migracions estacionals.[7]
- És arborícola i es desplaça des de les capçades dels arbres fins arran de terra.[8]

## Estat de conservació
Les seues principals amenaces són la destrucció dels boscos on viu, la competència de Foudia madagascariensis i els nivells particularment alts de depredació dels ous per part de la rata negra (Rattus rattus) i el macaco menjacrancs (Macaca fascicularis). Els esforços per protegir aquesta espècie s'han centrat en l'establiment de poblacions en illes lliures de depredadors, com es va fer a l'Île aux Aigrettes l'any 2003 amb l'alliberament d'exemplars criats en captivitat i que ha donat molt bons resultats. Altres mesures de conservació inclouen la restauració dels boscos autòctons i l'establiment de plantacions d'arbres exòtics, però no invasius (com ara, Cryptomeria japonica, el qual sembla repel·lir els depredadors mamífers).